# Flavio Togni
Flavio Togni, né le 14 juin 1962 à Pescia (Italie), est artiste de cirque qui partage la direction de l'établissement familial, l'American circus (Circo Americano pour les italiens) avec son frère, Daniele Togni, et sa sœur, Cristina Togni (enfants d'Enis Togni).
En 1991, il se marie avec Adela Dos Santos, avec qui il a eu deux enfants.

## Palmarès
- 1976 : 1er Clown d'argent au Festival International de Monte-Carlo
- 1983 : 2e Clown d'argent au Festival International de Monte-Carlo
- 1983 : Victoire au Festival du Cirque de Paris
- 1984 : Victoire au Festival du Cirque de Vienne
- 1987 : Bride d’or au Festival du Cheval de Vérone
- 1988 : Festival de Katowize
- 1992 : Piste de Platine prix international de Milan
- 1998 : 3e Clown d'argent au Festival International de Monte-Carlo (seul artiste à avoir remporté trois fois cette distinction)
- 1998 : Bride d’or au Festival du Cheval de Vérone pour la 2e fois
- 2003 : Festival international du cirque de Grenoble
- 2011 : Clown d'or au Festival International de Monte-Carlo